# Johann Rudolph Schellenberg
Pour les articles homonymes, voir Schellenberg (homonymie).
Johann Rudolph Schellenberg, né à Bâle le 4 janvier 1740 et mort 6 août 1806, est un graveur, poète et naturaliste suisse.
Son père est le graveur et paysagiste Johann Ulrich Schellenberg (1709-1795). Johann est l’auteur de gravure de portraits, de scènes de genres et de paysages.
Il illustre de nombreux ouvrages d’histoire naturelle dont ceux de Johann Heinrich Sulzer (1735-1813) Die Kennzeichen der Insekten, nach Anleitung des Königl. Schwed. Ritters und Leibarzts Karl Linnaeus. Mit einer Vorrede des Herrn Johannes Gessners (1761, Zurich), de Johann Jakob Roemer (1763-1819) Genera Insectorum Linnaei et Fabricii iconibus illustrata (Winterthur, Steiner en 1789).
Schellenberg fait aussi paraître ses observations comme ses Genres des mouches Diptères représentés en XLII planches projetées et dessinées et expliquées par deux amateurs de l'entomologie qui paraît à Zurich en 1803. On lui doit la description de plusieurs espèces de diptères et de coléoptères.